# Чезаре Валлетті
Чезаре Валлетті (18 грудня 1922 — 13 травня 2000) — італійський оперний тенор, один із провідних ліричних тенорів післявоєнної епохи.

## Біографія
Валлетті народився у Римі, там і навчався музиці. Він також приватно навчався у Тіто Скіпи. Валлетті дебютував у Барі у ролі Альфредо в «Травіаті» у 1947 році. Він став відомим у 1950 році, коли співав у Il turco in Italia разом із Марією Каллас у Римі. У тому ж році він дебютував у Ла Скала у Мілані, співаючи Фентона у «Фальстафі», роль, яку він повторив, коли компанія перенесла постановку в Ковент-Гарден того ж року.
У 1951 році Валлетті поїхав у Мехіко, щоб заспівати «Травіату» з Марією Каллас. Він також став її партнером у знаменитій постановці Вісконті «Сомнамбула» під керівництвом Леонарда Бернстайна у «Ла Скала» у 1955 році та знову в «Травіаті» у Ковент-Гардені у 1958 році.
У вересні 1953 року відбувся його американський дебют в Опері Сан-Франциско у головній партії Вертера, з Джульєттою Сіміонато в ролі Шарлотти, а пізніше того ж року, у грудні, він дебютував у Метрополітен-опера в Нью-Йорку, співаючи Дона Оттавіо в Дон Жуан. Інші ролі в Мет включали Таміно, Альмавіву, Неморіно, Ернесто, Альфредо та де Гріє. Його кар'єра в Мет раптово обірвалася в листопаді 1960 року, коли менеджер Рудольф Бінг без видимих причин змінив Валлетті після генеральної репетиції в новій постановці Любовний напій. Валлетті залишив Мет і після цього відмовився від численних пропозицій повернутися.
У 1960-х Валлетті повернувся до Італії, де він був особливо популярний у Maggio Musicale Fiorentino у Флоренції. Він розширив свій діапазон до художньої пісні та став дуже шанованим солістом. Валлетті офіційно покинув сцену в 1967 році, але повернувся у 1968 році, щоб з'явитися на фестивалі Caramoor у Нью-Йорку. Там він виконав свою останню роль, Нероне в L'incoronazione di Poppea Монтеверді.
Після виходу на пенсію він процвітав у новій кар’єрі в бізнесі свого тестя з виробництва макаронних машин. Валлетті був одружений із Ніколеттою Брайбанті, онуці італійського композитора Ільдебрандо Піццетті. У травні 2000 року Валлетті помер від серцевого нападу в Генуї, Італія, під час лікування раку печінки.
Його можна почути на «живих записах» у двох вищезгаданих історичних виставах La sonnambula і La traviata з Марією Каллас. Валлетті також можна почути в бестселері RCA Victor у записі Madama Butterfly, у якому він виступив у парі з Анною Моффо.

## Вибрані студійні записи
- Cimarosa - Il matrimonio segreto - Alda Noni, Ornella Rovero, Giulietta Simionato, Sesto Bruscantini, Antonio Cassinelli - Orchestra of the Maggio Musicale Fiorentino, Manno Wolf-Ferrari (1950, Флоренція)
- Моцарт - Дон Жуан - Джузеппе Таддеї, Італо Тахо, Мері Кертіс Верна, Карла Гавацці, Ельда Рібетті, Віто Суска - Coro e Orchestra della Rai Torino, Макс Рудольф (1953, Турин)
- Россіні - L'italiana in Algeri - Джульєтта Сіміонато, Граціелла Шутті, Маріо Петрі, Марчелло Кортіс - Хор і оркестр Ла Скала, Карло Марія Джуліні (1954, Мілан)
- Россіні — Сівільський цирульник — Роберт Меррілл, Роберта Пітерс, Фернандо Корена, Джорджо Тоцці — Хор і оркестр Метрополітен Опери, Еріх Лейнсдорф (1958, Нью-Йорк)
- Россіні - La cenerentola - Giulietta Simionato, Saturno Meletti, Cristiano Dalamangas - Coro e Orchestra della Rai Torino, Mario Rossi (1949, Турин)
- Доніцетті - L'elisir d'amore - Alda Noni, Afro Poli, Sesto Bruscantini - Coro e Orchestra della Rai Roma, Gianandrea Gavazzeni (1952, Рим)
- Верді — Марія Каллас і Маріо Занасі, режисер «Лондонської Травіати» Нікола Решіньо та оркестр Ковент Гарден (1958, Лондон)
- Доніцетті - La fille du régiment - Lina Pagliughi, Sesto Bruscantini, Rina Corsi - Coro e Orchestra della Rai Milano, Mario Rossi (співається італійською) (1950, Турин)
- Доніцетті - Дон Паскуале - Альда Ноні, Маріо Борріелло, Сесто Брускантіні - Coro e Orchestra della Rai Torino, Маріо Россі (1949, Турин)
- Верді - Травіата - Розанна Картері, Леонард Воррен - Хор і оркестр Римської опери, П'єр Монте (1956, Рим)
- Пуччіні - Мадам Батерфляй - Анна Моффо, Розалінда Еліас, Ренато Чезарі - Хор і оркестр Римської опери, Еріх Лейнсдорф (1957), Рим
- Шуман - Dichterliebe "Кохання поета", Op.48 - Лео Таубман, фортепіано (1960)

## Зовнішні посилання
- Історія тенора / Чезаре Валлетті / Звукові кліпи та оповідання

1. 1 2  SNAC — 2010.
2. 1 2  Discogs — 2000.
3. ↑  Carnegie Hall linked open data — 2017.